# Communauté rurale de Notto Gouye Diama
Ne doit pas être confondu avec Communauté rurale de Notto ou Communauté rurale de Diama.
La communauté rurale de Notto Gouye Diama est une communauté rurale du Sénégal située à l'ouest du pays. 
Elle fait partie de l'arrondissement de Pambal, du département de Tivaouane et de la région de Thiès.
Son chef-lieu est Notto Gouye Diama.